# 花村元司
花村 元司（はなむら もとじ、1917年11月18日 - 1985年5月25日）は、将棋棋士。棋士番号39。静岡県浜松市出身。木村義雄十四世名人門下。史上初の「(女流棋士も含め)将棋と関連した機関に在籍した経験を持たずにプロ入りした」将棋棋士で、この快挙は小山怜央が編入試験でプロ入りを決めるまで以降79年間出ていなかった。

## 経歴

### 真剣師時代
小学校卒業後、鋳物工の見習いとなるが、15歳のときにミスで大やけどを負って入院中に将棋と出会う。
プロになる前は、賭け将棋で生計を立てていた元真剣師という異例の経歴を持ち、真剣師時代には「東海の鬼」「コマ落ち名人」「下手名人」などの異名をとった。囲碁も得意で囲碁の真剣師もしており、そのほか博才が高く花札もかなりの腕前があったとされる。この時期は、真剣での収入で将棋道場を持ち、高級な和服を着こなすなどで、後に「プロにならないほうが儲かったかもしれない」と述べるほど、金銭には恵まれていた。しかし、道場は通っていた警察官から賭博での手入れを示唆され、逃げ出すように閉鎖のやむなきに至り、その後1年もしないうちに補充兵として南支に送られ、マラリアを4度発症するも1年2ヶ月後に帰国を果たした。

### プロ編入試験
升田幸三に対し、角香交じり（角落ちと香落ちで交互に対戦すること）で徹夜で勝負して勝ち越し、さらに香落ちの手合いで指し分けとなった実力を買われたことや、後援者たちの推挙を受けたことで1944年に異例のプロ五段試験の実施が決まる。花村はこの試験で、和田庄兵衛・奥野基芳・小堀清一・大和久彪といった当代の新進気鋭のプロ棋士を相手に六番勝負で4勝2敗という結果を上げて合格し、プロ棋士となった。

### 棋士として
大山康晴や中原誠には大きく負け越ししているものの、通算成績は棋戦優勝3回、A級通算16期。特に1977年度には60歳でA級への復帰を果たした。これは2018年現在でも全クラスを含めた最高齢昇級記録であり、A級在籍記録としても大山の69歳4ヶ月、加藤一二三の62歳2ヶ月に次ぐ最高齢記録である。しかし、タイトルは取ることができず、生涯4度の挑戦の中で、大山には名人戦と王位戦でストレートで2度敗北し、残りは九段戦で塚田正夫に2度挑戦しているが、0勝3敗、2勝3敗で敗北している。
1985年5月25日、現役のまま67歳で死去。死因は肺がんだった。師匠の木村義雄とは晩年連れだって競輪場に行くほど親密な間柄であり、木村は「とてもよい弟子だが、たったひとつ悪いことをした。師匠より早く死んだことだ」と述べ、とても悲しんだという。

## 棋風
- 元真剣師らしく実戦派の棋士と知られ、当時、大人しい定跡通りの手を指す棋風が多い中にあって、あえて定跡を外した難解な力将棋に持ち込むことで高い勝率を挙げた。また終盤の力があり、花村は「終盤の入り口で2:8の差なら五分、3:7なら俺の勝ち」と豪語していた。こうした棋風から「妖刀使い」の異名を持ち、「花村流」はプロ棋士に恐れられた。一方で「ハッタリ将棋」と揶揄する向きも存在したが、それこそが自身の勝負観の表れであるとしてむしろ本人はその言葉を歓迎していたという。
- 楽観派だった背景には戦中のマラリアの経験もあり、石田和雄によれば「戦地でマラリアに罹って頭髪を全部失っても『命と引き換えなら安いもんじゃ』と笑っていた」という[8]。
- アマチュア相手の駒落ち将棋を得意として灘蓮照とならんで有名であった。

## 人物
- 元真剣師のイメージにそぐわず、清潔な人物だったという[9]。
- 経歴とは裏腹に、ファンを大切に考えており、揮毫を一枚一枚丁寧に書く事を心掛けていた[10]。これは花村が「こちらはたくさん書いても、受け取る側は一枚一枚だから」と考えていたためであり[8]、その心構えは弟子たちにも引き継がれている。
- 「ものすごいヘビースモーカーだった」と弟子の森下が述懐するほどの愛煙家で、「自宅から将棋会館まで、電車で行くと禁煙で耐えられないから、タクシーを使っていた」という[10]。
- 酒は飲まず、下戸であった[11]。
- 競輪好きで、公式戦の対局中も盤側にスポーツ新聞を持ち込み、午前中や相手が長考に入ったときには競輪の検討をしていたほど。「勝負勘を鍛えるのは将棋が強くなるためにもいい」として、競輪以外のギャンブルも一通り嗜み、弟子にも推奨していた[8]。ただし森下など、弟子によってはギャンブルを禁じる場合もあった[8]。また競馬にはほとんど関心を示さなかったという[8]。

## 弟子

### 棋士となった弟子
| 名前       | 四段昇段日    | 段位、主な活躍                                      |
| ---------- | ------------- | --------------------------------------------------- |
| 吉田利勝   | 1957年10月1日 | 八段                                                |
| 池田修一   | 1969年4月1日  | 七段                                                |
| 野本虎次   | 1969年4月1日  | 八段                                                |
| 武者野勝巳 | 1979年3月22日 | 七段                                                |
| 森下卓     | 1983年9月21日 | 九段、タイトル挑戦6回、A級在籍10期、一般棋戦優勝8回 |
| 深浦康市   | 1991年10月1日 | 九段、王位3期、A級在籍7期、一般棋戦優勝10回         |
| 窪田義行   | 1994年4月1日  | 七段                                                |

（2023年4月1日現在）

プロとなった弟子は7人おり、弟子思いで有名だった。定跡を外した得意の戦法が大山にはまったく通用しなかったことから、弟子の中でも特に才能を見込んだ森下には正統派の将棋を手とり足取り教え込んだ。将棋界で、師匠が弟子を文字通り技術指導するのは珍しい。また、早くから親元を離れて上京した弟子の学校生活を気にするといった、優しい師匠であった。
花村門下で悲願だったタイトルは、その後、深浦が獲得する。

## 昇段履歴
- 1944年00月00日 ： 五段（異例のプロ編入試験に合格）
- 1948年04月01日 ： 六段
- 1950年04月01日 ： 七段（当時の順位戦B級昇級）
- 1952年04月01日 ： 八段（順位戦A級昇級）
- 1976年04月20日 ： 贈九段（将棋会館落成式表彰）
- 1985年05月25日 ： 現役のまま死去

## 成績

### タイトル戦登場
- 名人戦 挑戦1回（第15期）
- 九段戦　挑戦2回（第4・6期）
- 王位戦 挑戦1回（第3期）

挑戦4、獲得0

### 棋戦優勝
- 高松宮賞争奪選手権戦 1回（第9回）
- 名人A級勝抜戦5勝以上 2回
優勝合計 3回

### 将棋大賞
- 第5回（1977年度） 敢闘賞

### 在籍クラス
| 開始 年度 | (出典)順位戦出典 | (出典)順位戦出典         | (出典)順位戦出典         | (出典)順位戦出典         | (出典)順位戦出典         | (出典)順位戦出典         | (出典)順位戦出典         | (出典)順位戦出典         | (出典)竜王戦出典 | (出典)竜王戦出典          | (出典)竜王戦出典          | (出典)竜王戦出典          | (出典)竜王戦出典          | (出典)竜王戦出典          | (出典)竜王戦出典          | (出典)竜王戦出典          | (出典)竜王戦出典          | (出典)竜王戦出典          |
| 開始 年度 | 期               | 名人                     | A級                      | B級                      | B級                      | C級                      | C級                      | 0                        | 期               | 竜王                      | 1組                       | 2組                       | 3組                       | 4組                       | 5組                       | 6組                       | 決勝 T                    |                           |
| 開始 年度 | 期               | 名人                     | A級                      | 1組                      | 2組                      | 1組                      | 2組                      | 0                        | 期               | 竜王                      | 1組                       | 2組                       | 3組                       | 4組                       | 5組                       | 6組                       | 決勝 T                    |                           |
| --- | ---------------- | ------------------------ | ------------------------ | ------------------------ | ------------------------ | ------------------------ | ------------------------ | ------------------------ | ---------------- | ------------------------- | ------------------------- | ------------------------- | ------------------------- | ------------------------- | ------------------------- | ------------------------- | ------------------------- | ------------------------- |
| 1946 | 1                |                          |                          |                          |                          | C116                     |                          | 7-7                      |                  |                           |                           |                           |                           |                           |                           |                           |                           |                           |
| 1947 | 2                |                          |                          |                          |                          | C119                     |                          | 7-5                      |                  |                           |                           |                           |                           |                           |                           |                           |                           |                           |
| 1948 | 3                |                          |                          |                          |                          | C1                       |                          | 2-2                      |                  |                           |                           |                           |                           |                           |                           |                           |                           |                           |
| 1949 | 4                |                          |                          |                          |                          | C1                       |                          | 8-0                      |                  |                           |                           |                           |                           |                           |                           |                           |                           |                           |
| 1950 | 5                |                          |                          | B1                       |                          |                          |                          | 7-5                      |                  | 第2期九段戦 予選敗退      | 第2期九段戦 予選敗退      | 第2期九段戦 予選敗退      | 第2期九段戦 予選敗退      | 第2期九段戦 予選敗退      | 第2期九段戦 予選敗退      | 第2期九段戦 予選敗退      | 第2期九段戦 予選敗退      | 第2期九段戦 予選敗退      |
| 1951 | 6                |                          |                          | B107                     |                          |                          |                          | 10-2                     |                  | 第3期九段戦 二次予選敗退  | 第3期九段戦 二次予選敗退  | 第3期九段戦 二次予選敗退  | 第3期九段戦 二次予選敗退  | 第3期九段戦 二次予選敗退  | 第3期九段戦 二次予選敗退  | 第3期九段戦 二次予選敗退  | 第3期九段戦 二次予選敗退  | 第3期九段戦 二次予選敗退  |
| 1952 | 7                |                          | A 07                     |                          |                          |                          |                          | 4-4                      |                  | 第4期九段戦 番勝負敗退    | 第4期九段戦 番勝負敗退    | 第4期九段戦 番勝負敗退    | 第4期九段戦 番勝負敗退    | 第4期九段戦 番勝負敗退    | 第4期九段戦 番勝負敗退    | 第4期九段戦 番勝負敗退    | 第4期九段戦 番勝負敗退    | 第4期九段戦 番勝負敗退    |
| 1953 | 8                |                          | A 06                     |                          |                          |                          |                          | 6-4                      |                  | 第5期九段戦 本戦敗退      | 第5期九段戦 本戦敗退      | 第5期九段戦 本戦敗退      | 第5期九段戦 本戦敗退      | 第5期九段戦 本戦敗退      | 第5期九段戦 本戦敗退      | 第5期九段戦 本戦敗退      | 第5期九段戦 本戦敗退      | 第5期九段戦 本戦敗退      |
| 1954 | 9                |                          | A 04                     |                          |                          |                          |                          | 5-3                      |                  | 第6期九段戦 番勝負敗退    | 第6期九段戦 番勝負敗退    | 第6期九段戦 番勝負敗退    | 第6期九段戦 番勝負敗退    | 第6期九段戦 番勝負敗退    | 第6期九段戦 番勝負敗退    | 第6期九段戦 番勝負敗退    | 第6期九段戦 番勝負敗退    | 第6期九段戦 番勝負敗退    |
| 1955 | 10               |                          | A04                      |                          |                          |                          |                          | 10-3                     |                  | 第7期九段戦 本戦敗退      | 第7期九段戦 本戦敗退      | 第7期九段戦 本戦敗退      | 第7期九段戦 本戦敗退      | 第7期九段戦 本戦敗退      | 第7期九段戦 本戦敗退      | 第7期九段戦 本戦敗退      | 第7期九段戦 本戦敗退      | 第7期九段戦 本戦敗退      |
| 1956 | 11               |                          | A 01                     |                          |                          |                          |                          | 5-4                      |                  | 第8期九段戦 本戦敗退      | 第8期九段戦 本戦敗退      | 第8期九段戦 本戦敗退      | 第8期九段戦 本戦敗退      | 第8期九段戦 本戦敗退      | 第8期九段戦 本戦敗退      | 第8期九段戦 本戦敗退      | 第8期九段戦 本戦敗退      | 第8期九段戦 本戦敗退      |
| 1957 | 12               |                          | A 04                     |                          |                          |                          |                          | 3-6                      |                  | 第9期九段戦 本戦敗退      | 第9期九段戦 本戦敗退      | 第9期九段戦 本戦敗退      | 第9期九段戦 本戦敗退      | 第9期九段戦 本戦敗退      | 第9期九段戦 本戦敗退      | 第9期九段戦 本戦敗退      | 第9期九段戦 本戦敗退      | 第9期九段戦 本戦敗退      |
| 1958 | 13               |                          | A 08                     |                          |                          |                          |                          | 1-8                      |                  | 第10期九段戦 本戦敗退     | 第10期九段戦 本戦敗退     | 第10期九段戦 本戦敗退     | 第10期九段戦 本戦敗退     | 第10期九段戦 本戦敗退     | 第10期九段戦 本戦敗退     | 第10期九段戦 本戦敗退     | 第10期九段戦 本戦敗退     | 第10期九段戦 本戦敗退     |
| 1959 | 14               |                          |                          | B102                     |                          |                          |                          | 8-4                      |                  | 第11期九段戦 三次予選敗退 | 第11期九段戦 三次予選敗退 | 第11期九段戦 三次予選敗退 | 第11期九段戦 三次予選敗退 | 第11期九段戦 三次予選敗退 | 第11期九段戦 三次予選敗退 | 第11期九段戦 三次予選敗退 | 第11期九段戦 三次予選敗退 | 第11期九段戦 三次予選敗退 |
| 1960 | 15               |                          | A 09                     |                          |                          |                          |                          | 5-4                      |                  | 第12期九段戦 本戦敗退     | 第12期九段戦 本戦敗退     | 第12期九段戦 本戦敗退     | 第12期九段戦 本戦敗退     | 第12期九段戦 本戦敗退     | 第12期九段戦 本戦敗退     | 第12期九段戦 本戦敗退     | 第12期九段戦 本戦敗退     | 第12期九段戦 本戦敗退     |
| 1961 | 16               |                          | A 06                     |                          |                          |                          |                          | 4-5                      |                  | 第1期十段戦 三次予選敗退  | 第1期十段戦 三次予選敗退  | 第1期十段戦 三次予選敗退  | 第1期十段戦 三次予選敗退  | 第1期十段戦 三次予選敗退  | 第1期十段戦 三次予選敗退  | 第1期十段戦 三次予選敗退  | 第1期十段戦 三次予選敗退  | 第1期十段戦 三次予選敗退  |
| 1962 | 17               |                          | A 05                     |                          |                          |                          |                          | 3-7                      |                  | 第2期十段戦 二次予選敗退  | 第2期十段戦 二次予選敗退  | 第2期十段戦 二次予選敗退  | 第2期十段戦 二次予選敗退  | 第2期十段戦 二次予選敗退  | 第2期十段戦 二次予選敗退  | 第2期十段戦 二次予選敗退  | 第2期十段戦 二次予選敗退  | 第2期十段戦 二次予選敗退  |
| 1963 | 18               |                          |                          | B102                     |                          |                          |                          | 6-5                      |                  | 第3期十段戦 二次予選敗退  | 第3期十段戦 二次予選敗退  | 第3期十段戦 二次予選敗退  | 第3期十段戦 二次予選敗退  | 第3期十段戦 二次予選敗退  | 第3期十段戦 二次予選敗退  | 第3期十段戦 二次予選敗退  | 第3期十段戦 二次予選敗退  | 第3期十段戦 二次予選敗退  |
| 1964 | 19               |                          |                          | B104                     |                          |                          |                          | 6-8                      |                  | 第4期十段戦 二次予選敗退  | 第4期十段戦 二次予選敗退  | 第4期十段戦 二次予選敗退  | 第4期十段戦 二次予選敗退  | 第4期十段戦 二次予選敗退  | 第4期十段戦 二次予選敗退  | 第4期十段戦 二次予選敗退  | 第4期十段戦 二次予選敗退  | 第4期十段戦 二次予選敗退  |
| 1965 | 20               |                          |                          | B109                     |                          |                          |                          | 10-3                     |                  | 第5期十段戦 三次予選敗退  | 第5期十段戦 三次予選敗退  | 第5期十段戦 三次予選敗退  | 第5期十段戦 三次予選敗退  | 第5期十段戦 三次予選敗退  | 第5期十段戦 三次予選敗退  | 第5期十段戦 三次予選敗退  | 第5期十段戦 三次予選敗退  | 第5期十段戦 三次予選敗退  |
| 1966 | 21               |                          | A 10                     |                          |                          |                          |                          | 4-4                      |                  | 第6期十段戦 三次予選敗退  | 第6期十段戦 三次予選敗退  | 第6期十段戦 三次予選敗退  | 第6期十段戦 三次予選敗退  | 第6期十段戦 三次予選敗退  | 第6期十段戦 三次予選敗退  | 第6期十段戦 三次予選敗退  | 第6期十段戦 三次予選敗退  | 第6期十段戦 三次予選敗退  |
| 1967 | 22               |                          | A 07                     |                          |                          |                          |                          | 4-5                      |                  | 第7期十段戦 三次予選敗退  | 第7期十段戦 三次予選敗退  | 第7期十段戦 三次予選敗退  | 第7期十段戦 三次予選敗退  | 第7期十段戦 三次予選敗退  | 第7期十段戦 三次予選敗退  | 第7期十段戦 三次予選敗退  | 第7期十段戦 三次予選敗退  | 第7期十段戦 三次予選敗退  |
| 1968 | 23               |                          | A 06                     |                          |                          |                          |                          | 4-6                      |                  | 第8期十段戦 三次予選敗退  | 第8期十段戦 三次予選敗退  | 第8期十段戦 三次予選敗退  | 第8期十段戦 三次予選敗退  | 第8期十段戦 三次予選敗退  | 第8期十段戦 三次予選敗退  | 第8期十段戦 三次予選敗退  | 第8期十段戦 三次予選敗退  | 第8期十段戦 三次予選敗退  |
| 1969 | 24               |                          | A 07                     |                          |                          |                          |                          | 4-4                      |                  | 第9期十段戦 三次予選敗退  | 第9期十段戦 三次予選敗退  | 第9期十段戦 三次予選敗退  | 第9期十段戦 三次予選敗退  | 第9期十段戦 三次予選敗退  | 第9期十段戦 三次予選敗退  | 第9期十段戦 三次予選敗退  | 第9期十段戦 三次予選敗退  | 第9期十段戦 三次予選敗退  |
| 1970 | 25               |                          | A 05                     |                          |                          |                          |                          | 1-7                      |                  | 第10期十段戦 三次予選敗退 | 第10期十段戦 三次予選敗退 | 第10期十段戦 三次予選敗退 | 第10期十段戦 三次予選敗退 | 第10期十段戦 三次予選敗退 | 第10期十段戦 三次予選敗退 | 第10期十段戦 三次予選敗退 | 第10期十段戦 三次予選敗退 | 第10期十段戦 三次予選敗退 |
| 1971 | 26               |                          |                          | B101                     |                          |                          |                          | 4-4                      |                  | 第11期十段戦 二次予選敗退 | 第11期十段戦 二次予選敗退 | 第11期十段戦 二次予選敗退 | 第11期十段戦 二次予選敗退 | 第11期十段戦 二次予選敗退 | 第11期十段戦 二次予選敗退 | 第11期十段戦 二次予選敗退 | 第11期十段戦 二次予選敗退 | 第11期十段戦 二次予選敗退 |
| 1972 | 27               |                          |                          | B103                     |                          |                          |                          | 4-7                      |                  | 第12期十段戦 三次予選敗退 | 第12期十段戦 三次予選敗退 | 第12期十段戦 三次予選敗退 | 第12期十段戦 三次予選敗退 | 第12期十段戦 三次予選敗退 | 第12期十段戦 三次予選敗退 | 第12期十段戦 三次予選敗退 | 第12期十段戦 三次予選敗退 | 第12期十段戦 三次予選敗退 |
| 1973 | 28               |                          |                          | B110                     |                          |                          |                          | 5-8                      |                  | 第13期十段戦 二次予選敗退 | 第13期十段戦 二次予選敗退 | 第13期十段戦 二次予選敗退 | 第13期十段戦 二次予選敗退 | 第13期十段戦 二次予選敗退 | 第13期十段戦 二次予選敗退 | 第13期十段戦 二次予選敗退 | 第13期十段戦 二次予選敗退 | 第13期十段戦 二次予選敗退 |
| 1974 | 29               |                          |                          | B111                     |                          |                          |                          | 6-7                      |                  | 第14期十段戦 二次予選敗退 | 第14期十段戦 二次予選敗退 | 第14期十段戦 二次予選敗退 | 第14期十段戦 二次予選敗退 | 第14期十段戦 二次予選敗退 | 第14期十段戦 二次予選敗退 | 第14期十段戦 二次予選敗退 | 第14期十段戦 二次予選敗退 | 第14期十段戦 二次予選敗退 |
| 1975 | 30               |                          |                          | B107                     |                          |                          |                          | 7-6                      |                  | 第15期十段戦 二次予選敗退 | 第15期十段戦 二次予選敗退 | 第15期十段戦 二次予選敗退 | 第15期十段戦 二次予選敗退 | 第15期十段戦 二次予選敗退 | 第15期十段戦 二次予選敗退 | 第15期十段戦 二次予選敗退 | 第15期十段戦 二次予選敗退 | 第15期十段戦 二次予選敗退 |
| 1976 |                  | 主催者移行問題により中止 | 主催者移行問題により中止 | 主催者移行問題により中止 | 主催者移行問題により中止 | 主催者移行問題により中止 | 主催者移行問題により中止 | 主催者移行問題により中止 |                  | 第16期十段戦 予選敗退     | 第16期十段戦 予選敗退     | 第16期十段戦 予選敗退     | 第16期十段戦 予選敗退     | 第16期十段戦 予選敗退     | 第16期十段戦 予選敗退     | 第16期十段戦 予選敗退     | 第16期十段戦 予選敗退     | 第16期十段戦 予選敗退     |
| 1977 | 36               |                          |                          | B105                     |                          |                          |                          | 8-3                      |                  | 第17期十段戦 予選敗退     | 第17期十段戦 予選敗退     | 第17期十段戦 予選敗退     | 第17期十段戦 予選敗退     | 第17期十段戦 予選敗退     | 第17期十段戦 予選敗退     | 第17期十段戦 予選敗退     | 第17期十段戦 予選敗退     | 第17期十段戦 予選敗退     |
| 1978 | 37               |                          | A 10                     |                          |                          |                          |                          | 3-6                      |                  | 第18期十段戦 予選敗退     | 第18期十段戦 予選敗退     | 第18期十段戦 予選敗退     | 第18期十段戦 予選敗退     | 第18期十段戦 予選敗退     | 第18期十段戦 予選敗退     | 第18期十段戦 予選敗退     | 第18期十段戦 予選敗退     | 第18期十段戦 予選敗退     |
| 1979 | 38               |                          |                          | B102                     |                          |                          |                          | 3-9                      |                  | 第19期十段戦 予選敗退     | 第19期十段戦 予選敗退     | 第19期十段戦 予選敗退     | 第19期十段戦 予選敗退     | 第19期十段戦 予選敗退     | 第19期十段戦 予選敗退     | 第19期十段戦 予選敗退     | 第19期十段戦 予選敗退     | 第19期十段戦 予選敗退     |
| 1980 | 39               |                          |                          |                          | B201                     |                          |                          | 6-4                      |                  | 第20期十段戦 予選敗退     | 第20期十段戦 予選敗退     | 第20期十段戦 予選敗退     | 第20期十段戦 予選敗退     | 第20期十段戦 予選敗退     | 第20期十段戦 予選敗退     | 第20期十段戦 予選敗退     | 第20期十段戦 予選敗退     | 第20期十段戦 予選敗退     |
| 1981 | 40               |                          |                          |                          | B206                     |                          |                          | 5-5                      |                  | 第21期十段戦 予選敗退     | 第21期十段戦 予選敗退     | 第21期十段戦 予選敗退     | 第21期十段戦 予選敗退     | 第21期十段戦 予選敗退     | 第21期十段戦 予選敗退     | 第21期十段戦 予選敗退     | 第21期十段戦 予選敗退     | 第21期十段戦 予選敗退     |
| 1982 | 41               |                          |                          |                          | B209                     |                          |                          | 6-4                      |                  | 第22期十段戦 予選敗退     | 第22期十段戦 予選敗退     | 第22期十段戦 予選敗退     | 第22期十段戦 予選敗退     | 第22期十段戦 予選敗退     | 第22期十段戦 予選敗退     | 第22期十段戦 予選敗退     | 第22期十段戦 予選敗退     | 第22期十段戦 予選敗退     |
| 1983 | 42               |                          |                          |                          | B207                     |                          |                          | 2-8                      |                  | 第23期十段戦 予選敗退     | 第23期十段戦 予選敗退     | 第23期十段戦 予選敗退     | 第23期十段戦 予選敗退     | 第23期十段戦 予選敗退     | 第23期十段戦 予選敗退     | 第23期十段戦 予選敗退     | 第23期十段戦 予選敗退     | 第23期十段戦 予選敗退     |
| 1984 | 43               |                          |                          |                          | B221                     |                          |                          | 5-5                      |                  | 第24期十段戦 予選敗退     | 第24期十段戦 予選敗退     | 第24期十段戦 予選敗退     | 第24期十段戦 予選敗退     | 第24期十段戦 予選敗退     | 第24期十段戦 予選敗退     | 第24期十段戦 予選敗退     | 第24期十段戦 予選敗退     | 第24期十段戦 予選敗退     |
| 1985 | 44               |                          |                          |                          | B213                     |                          |                          | 休場                     |                  | 1985年5月25日 死去        | 1985年5月25日 死去        | 1985年5月25日 死去        | 1985年5月25日 死去        | 1985年5月25日 死去        | 1985年5月25日 死去        | 1985年5月25日 死去        | 1985年5月25日 死去        | 1985年5月25日 死去        |
| 順位戦、竜王戦の 枠表記 は挑戦者。右欄の数字は勝-敗(番勝負/PO含まず)。 順位戦の右数字はクラス内順位 ( x当期降級点 / *累積降級点 / +降級点消去 ) 順位戦の「F編」はフリークラス編入 /「F宣」は宣言によるフリークラス転出。 竜王戦の 太字 はランキング戦優勝、竜王戦の 組(添字) は棋士以外の枠での出場。 |                  |                          |                          |                          |                          |                          |                          |                          |                  |                           |                           |                           |                           |                           |                           |                           |                           |                           |

### 年度別成績
| 年度              | 対局数 | 勝数 | 負数 | 勝率   | (出典) |
| ----------------- | ------ | ---- | ---- | ------ | ------ |
| 1946              |        |      |      | 0.     |        |
| 1947              |        |      |      | 0.     |        |
| 1948              |        |      |      | 0.     |        |
| 1949              |        |      |      | 0.     |        |
| 1950              |        |      |      | 0.     |        |
| 1946-1950 (小計)  |        |      |      |        |        |
| 年度              | 対局数 | 勝数 | 負数 | 勝率   | (出典) |
| 1951              |        |      |      | 0.     |        |
| 1952              |        |      |      | 0.     |        |
| 1953              |        |      |      | 0.     |        |
| 1954              |        |      |      | 0.     |        |
| 1955              |        |      |      | 0.     |        |
| 1956              |        |      |      | 0.     |        |
| 1957              |        |      |      | 0.     |        |
| 1958              |        |      |      | 0.     |        |
| 1959              |        |      |      | 0.     |        |
| 1960              |        |      |      | 0.     |        |
| 1951-1960 (小計)  |        |      |      |        |        |
| 年度              | 対局数 | 勝数 | 負数 | 勝率   | (出典) |
| 1961              |        |      |      | 0.     |        |
| 1962              |        |      |      | 0.     |        |
| 1963              |        |      |      | 0.     |        |
| 1964              |        |      |      | 0.     |        |
| 1965              |        |      |      | 0.     |        |
| 1966              |        |      |      | 0.     |        |
| 1967              |        |      |      | 0.     |        |
| 1968              |        |      |      | 0.     |        |
| 1969              |        |      |      | 0.     |        |
| 1970              |        |      |      | 0.     |        |
| 1961-1970 (小計)  |        |      |      |        |        |
| 年度              | 対局数 | 勝数 | 負数 | 勝率   | (出典) |
| 1971              |        |      |      | 0.     |        |
| 1972              |        |      |      | 0.     |        |
| 1973              |        |      |      | 0.     |        |
| 1974              |        |      |      | 0.     |        |
| 1975              |        |      |      | 0.     |        |
| 1976              |        |      |      | 0.     |        |
| 1977              |        |      |      | 0.     |        |
| 1978              |        |      |      | 0.     |        |
| 1979              |        |      |      | 0.     |        |
| 1980              |        |      |      | 0.     |        |
| 1971-1980 (小計)  |        |      |      |        |        |
| 年度              | 対局数 | 勝数 | 負数 | 勝率   | (出典) |
| 1981              |        |      |      | 0.     |        |
| 1982              |        |      |      | 0.     |        |
| 1983              |        |      |      | 0.     |        |
| 1984              |        |      |      | 0.     |        |
| 1985              |        |      |      | 0.     |        |
| 1981-1985 (小計)  |        |      |      |        |        |
| 通算              | 1227   | 626  | 601  | 0.5102 |        |
| 1985年5月20日死去 |        |      |      |        |        |

### その他表彰
- 1984年11月00日 将棋栄誉賞（通算600勝達成）

## 著書
- 将棋入門シリーズ 5 将棋実力テスト 花村 元司 (著), 升田 幸三 (著) 鶴書房, 1960
- 新将棋入門　「鬼手」と「妙手」の徹底的練習 日本文芸社　1968
- よくわかる駒落ち 花村元司 著 東京書店 1970 (将棋初心者講座 ; 7)
- 花村実戦教室 花村元司 著 日本将棋連盟 1973
- 花村流実戦将棋 : 鬼手・妙手入門 花村元司 著 土屋書店 1976
- 日本将棋大系 4 二代伊藤宗印・三代大橋宗与 / 花村元司 著, 筑摩書房 1979
- ひっかけ将棋入門 : たちまち強くなる 花村元司 著 ベストセラーズ 1979 (ワニの本. ベストセラーシリーズ)
- すぐに役立つ将棋・棋力テスト 花村元司 著 棋苑図書 1989
- よくわかる駒落ち 花村元司 著 東京書店 2001
- 鬼の花村・将棋指南 花村元司 著 日本将棋連盟 2012 (将棋連盟文庫)
  - 「花村実戦教室」と「ひっかけ将棋入門」の合本